# Acritoptila hamatus
Acritoptila hamatus är en nattsländeart som beskrevs av Wells 1982. Acritoptila hamatus ingår i släktet Acritoptila och familjen smånattsländor. Inga underarter finns listade i Catalogue of Life.